# 대구함지초등학교
대구함지초등학교는 대한민국 대구광역시 북구에 있는 초등학교다.

## 연혁
- 2005-09-01 초대 정채용 교장 취임
- 2005-09-01 개교(31학급 편성, 대구동평초등학교 590명, 대구북부초등학교 468명, 계 1,058명 수용전환)
- 2006-03-06 병설 유치원 개원
- 2006-05-01 보육교실 운영
- 2007-02-14 제1회 졸업식(남 94명, 여 75명, 계 169명)
- 2007-03-01 대구광역시교육청 지정 '학부모 평생 학습관 운영 학교'운영(2007.03.01~2010.02.28)
- 2007-03-27 함지도서관 개관
- 2007-09-01 제2대 강문한 교장 취임
- 2008-02-18 제2회 졸업식(남 101명, 여 95명, 계 196명)
- 2009-02-13 제3회 졸업식(남 108명, 여 80명, 계 188명)
- 2009-03-01 대구광역시교육청 지정 '중심 유치원(창의성 교육)' 운영(2009.03.01~2010.02.28)
- 2009-03-01 서부교육청 지정 '민속놀이 중점 육성학교'운영(2009.03.01~2010.02.28)
- 2009-03-01 제3대 임승락 교장 취임
- 2009-03-10 영어체험실(1실) 설치
- 2009-07-01 교육과학기술부 선정 ‘사교육 없는 학교’운영 (2009.07.01.~2012.06.30.)
- 2009-10-01 한국문화예술교육진흥원 선정‘유아 문화예술교육 지원사업’운영(2009.10.01.~2012.12.31.)
- 2009-10-01 대구광역시교육청 지정 ‘사교육 없는 학교’시범연구학교 운영(2009.09.01~2011.02.28)
- 2010-02-11 제4회 졸업식(남 124명, 여 109명, 계 233명)
- 2010-03-01 자율학교 운영 지정(2010.03.01.~2015.02.28.)
- 2010-04-01 함지국악관현악단 창단
- 2010-10-15 서부 국악관현악제 주관 개최
- 2010-10-27 함지 국악관현악단 창단 연주회
- 2011-02-14 제5회 졸업식(남 112명, 여 95명, 계 207명)
- 2011-03-01 44학급 편성(특수학급 1포함), 유치원 2학급 편성(종일반 2편성)
- 2011-03-22 북부도서관과 학교도서관 협약(MOU)체결
- 2011-06-15 함지국악관현악단 제7회 초등 합창·합주경연대회(본선)국악합주 대상 수상
- 2011-07-19 중국 민생대가 소학교와 청소년 문화교류를 위한 협약(MOU) 체결
- 2011-09-28 서부교육지원청 민속놀이 한마당 경연대회 으뜸상 수상
- 2011-10-31 생활아이디어 창안 디자인 대회 최우수상 수상
- 2011-11-02 제2회 함지국악관현악단 정기연주회 개최
- 2011-11-09 자기주도학습(SLM) 프로그램 협약식
- 2012-02-16 제6회 졸업식(남 105명, 여 103명, 계 208명) (총 남:644명, 여:557명, 계:1,201명)
- 2012-03-01 45학급 편성(특수학급 1포함), 유치원 2학급 편성(종일반 2편성)
- 2012-04-18 함지영재학급 개강
- 2012-04-19 북부도서관과 학교도서관 협약(MOU)체결
- 2012-04-30 대구정신건강상담센터와 협약(MOU)체결
- 2012-07-19 제7회 대구서부국악제 주관 개최
- 2012-09-18 온수 시설사업 공사
- 2012-10-19 제2회 전국청소년국악경연대회 대상 수상
- 2012-11-12 제3회 함지국악관현악단 정기연주회 개최
- 2012-11-17 전국학교스포츠클럽대회 배드민턴 남자 초등부 1위 수상
- 2013-01-04 학생안전보호실(경비실) 설치
- 2013-02-14 제7회 졸업식(남132명, 여108명, 계240명) (총 남776명, 여665명, 계1441명)
- 2013-03-01 44학급 편성(특수학급 1포함), 유치원 2학급 편성(방과후과정 2편성)
- 2014-03-01 제4대 권영우 교장 부임
- 2014-03-01 44학급 편성(특수학급 1포함), 유치원 2학급 편성(방과후과정 2편성)
- 2014-03-03 2014학년도 시업식 및 입학식
- 2014-03-21 학교 설명회 및 학부모 총회
- 2014-03-22 대구광역시소년 체육대회 수영 남초 5,6학년부 개인혼영 200M 2위 남초 5,6학년부 자유형 200M 2위 남초 5,6학년부 자유형 100M 2위
- 2014-04-09 함지 영재학급 개강식
- 2014-09-05 학교폭력제로학교로 학교폭력예방에 공적이 크므로 표창
- 2014-10-26 제4회 구미 전국청소년 국악경연대회(단체부 은상)
- 2014-10-29 함지종합예술제(10.31까지)
- 2014-12-17 제4회 함지 국악관현악단 정기연주회
- 2014-12-18 서부교육활동 유공학교표창(장학활동)
- 2014-12-31 주제가 있는 학교특색경영 상장(우수)
- 2015-02-13 제9회 졸업식(남91명, 여80명, 계171명) / 총 남970명, 여850명, 계1820명
- 2015-03-02 시업식 및 입학식(남:72명, 여:74명, 계:146명)